# Saint-Émilion
Saint-Émilion (en gascón Sent Milion) es una pequeña ciudad cerca de Burdeos que es conocida por el vino epónimo que se produce en sus alrededores. Administrativamente, Saint-Émilion es una comuna del departamento francés de la Gironda en la región de Nueva Aquitania. Contaba con 1 769 habitantes (en 2021).

## Historia
La historia de Saint-Émilion se remonta a los tiempos prehistóricos y es un lugar Patrimonio de la Humanidad, con fascinantes iglesias románicas y ruinas que se dispersan a lo largo de calles estrechas e inclinadas.
Los romanos plantaron viñedos en lo que se convertiría con el tiempo en Saint-Émilion ya en el siglo II a. C. En el siglo IV, el poeta latino Ausonio alabó el fruto de la copiosa vid.
La ciudad fue bautizada por el monje Émilion, un confesor viajero, que se estableció en una ermita excavada en la roca aquí en el siglo VIII. Fueron los monjes que lo siguieron quienes comenzaron la producción comercial de vino en la zona.

## Geografía
Saint-Émilion se encuentra 35 kilómetros al noreste de Burdeos, entre Libourne y Castillon-la-Bataille, con una altitud media de 23 metros sobre el nivel del mar.

## Vistas
- Iglesia románica.
- Iglesia rupestre, excavada en un acantilado de arenisca: Iglesia monolítica de Saint-Émilion

## Vino
Saint-Émilion es una de las principales zonas de vino tinto de Burdeos junto con Médoc, Graves y Pomerol. La región es mucho más pequeña que el Médoc y queda junto a Pomerol. Como en Pomerol y las otras denominaciones de la orilla derecha de la Gironda, las principales variedades vitíferas usadas son merlot y cabernet franc, usándose también cantidades relativamente pequeñas de cabernet sauvignon en algunos châteaux.
Los vinos de Saint-Émilion no se incluyeron en la clasificación de Burdeos de 1855. La primera clasificación formal en Saint-Émilion se hizo en 1955. A diferencia de la clasificación de 1855, se revisa con regularidad.
Château Ausone y Château Cheval Blanc Château angelus Château pavie son los cuatro únicos vinos actualmente clasificados como Premiers grands crus classes A. Luego hay 14 Premiers grands crus classés B y 63 grands crus classés. Además, un gran número de viñedos están clasificados como Grand Cru.